# Сингапур на летних Олимпийских играх 1952
Сингапур принимал участие в Летних Олимпийских играх 1952 года в Хельсинки (Финляндия) во второй раз за свою историю, но не завоевал ни одной медали. Сборную страны представляли 5 человек (в том числе - 1 женщина), принимавшие участие в соревнованиях по лёгкой атлетике, плаванию и тяжёлой атлетике.

## Лёгкая атлетика
Спортсменов — 1
Женщины
| Спортсмен  | Вид             | Забег       | Забег | Четвертьфинал | Четвертьфинал | Полуфинал   | Полуфинал | Финал       | Финал     |
| Спортсмен  | Вид             | Резуль- тат | Место | Резуль- тат   | Место         | Резуль- тат | Место     | Резуль- тат | Место     |
| ---------- | --------------- | ----------- | ----- | ------------- | ------------- | ----------- | --------- | ----------- | --------- |
| Тан Пай Ва | 100м            | 13,8        | 4     | Не прошла     | Не прошла     | Не прошла   | Не прошла | Не прошла   | Не прошла |
| Тан Пай Ва | 80м с барьерами | 12,8        | 5     | Не прошла     | Не прошла     | Не прошла   | Не прошла | Не прошла   | Не прошла |

## Плавание
Спортсменов — 1
Мужчины
| Спортсмен             | Вид                 | Заплыв    | Заплыв | Полуфинал | Полуфинал | Финал     | Финал     |
| Спортсмен             | Вид                 | Результат | Место  | Результат | Место     | Результат |           |
| --------------------- | ------------------- | --------- | ------ | --------- | --------- | --------- | --------- |
| Лян Шуйго (Нё Чуикок) | 100 м вольный стиль | 1.00,6    | 28     | Не прошёл | Не прошёл | Не прошёл | Не прошёл |
| Лян Шуйго (Нё Чуикок) | 400 м вольный стиль | 4.57,5    | 30     | Не прошёл | Не прошёл | Не прошёл | Не прошёл |

## Тяжёлая атлетика
Спортсменов — 3
| Спортсмен        | Категория | Масса | Жим  | Жим  | Жим  | Рывок | Рывок | Рывок | Толчок | Толчок | Толчок | Всего | Место |
| Спортсмен        | Категория | Масса | 1    | 2    | 3    | 1     | 2     | 3     | 1      | 2      | 3      | Всего | Место |
| ---------------- | --------- | ----- | ---- | ---- | ---- | ----- | ----- | ----- | ------ | ------ | ------ | ----- | ----- |
| Лон Мохаммед Нур | 56 кг     | 54,55 | 77.5 | 82.5 | 82.5 | 80    | 85    | 85    | 107.5  | 112.5  | 115    | 275   | 8     |
| Чай Вен Ю        | 60 кг     | 59,80 | 82.5 | 82.5 | 87.5 | 92.5  | 97.5  | 100   | 127.5  | 127.5  | 132.5  | 312.5 | 6     |
| Тон Сау Пак      | 67.5 кг   | 66,65 | 90   | 95   | 97.5 | 90    | 90    | 90    | -      | -      | -      | 0     | -     |